# Quia propter
Quia propter (с лат. — «Посему ...») — документ, изданный Четвёртым Латеранским собором в 1215 году, по теме папских выборов. Он признал три процесса единодушного согласия: «аккламация», «скрутини» (голосование) и «компромисс» (комитет по компромиссу).
Аккламация была редкой, и часто движимой динамикой короны, а не дискуссией среди выборщиков. Комитеты по компромиссу также были редки, так как требовали единодушного согласия (хотя после формирования требовалось только две трети комиссии). Необходимое большинство голосованием считалось процессом определения божественного единодушия, то есть sanior et maior pars (рус. здравая и великая частью). Требование квалифицированного большинства в две трети существовало со времён Третьего Латеранского собора (1179), который последовал за поставленным под сомнением избранием Папы Александра III.